# Louis Vidal (sculpteur)
Pour les articles homonymes, voir Louis Vidal (homonymie) et Vidal.
Louis Vidal, Vidal l'aveugle ou encore Vidal-Navatel est un sculpteur français né le 6 décembre 1831 à Nîmes et mort le 9 mai 1892 dans le 12e arrondissement de Paris.

## Biographie

### Enfance et études
Louis Vidal est né à Nîmes le 6 décembre 1831. Né de père inconnu et de Sophie Vidal-Navatel, il grandit dans une famille d'artistes, ayant pour beau-père le peintre Alexandre Colin qui a épousé sa mère en secondes noces et pour demi-frère Paul-Alfred Colin. Il fait des études d'anatomie mais devient aveugle vers 1853, ce qui l'empêche de poursuivre cette voie.

### Carrière de sculpteur
Il étudie auprès des sculpteurs animaliers Antoine-Louis Barye et Pierre Louis Rouillard et devient lui-même sculpteur animalier en remplaçant la vue par le toucher. Cette faculté lui permit de réaliser des portraits, il percevait la forme des visages en les touchant et les sculptait dans l'argile, et reste connu pour être l'auteur d'une sculpture représentant un lion rugissant, ainsi que celle d'un taureau en bronze, donné par l'État au musée des Beaux-Arts de Nîmes en 1867.
Louis Vidal travailla notamment avec Alfred Barye, fils de son maître Antoine-Louis Barye. Il devient professeur de modelage en 1888 à l'École Braille à Paris.
Un portrait de l'artiste effectué par le photographe Étienne Carjat, datant de 1865, acquis par les Musées nationaux en 1986, est conservé à Paris au musée d'Orsay.
Louis Vidal meurt le 9 mai 1892 à l'hôpital des Quinze-Vingts, à Paris.

## Œuvres

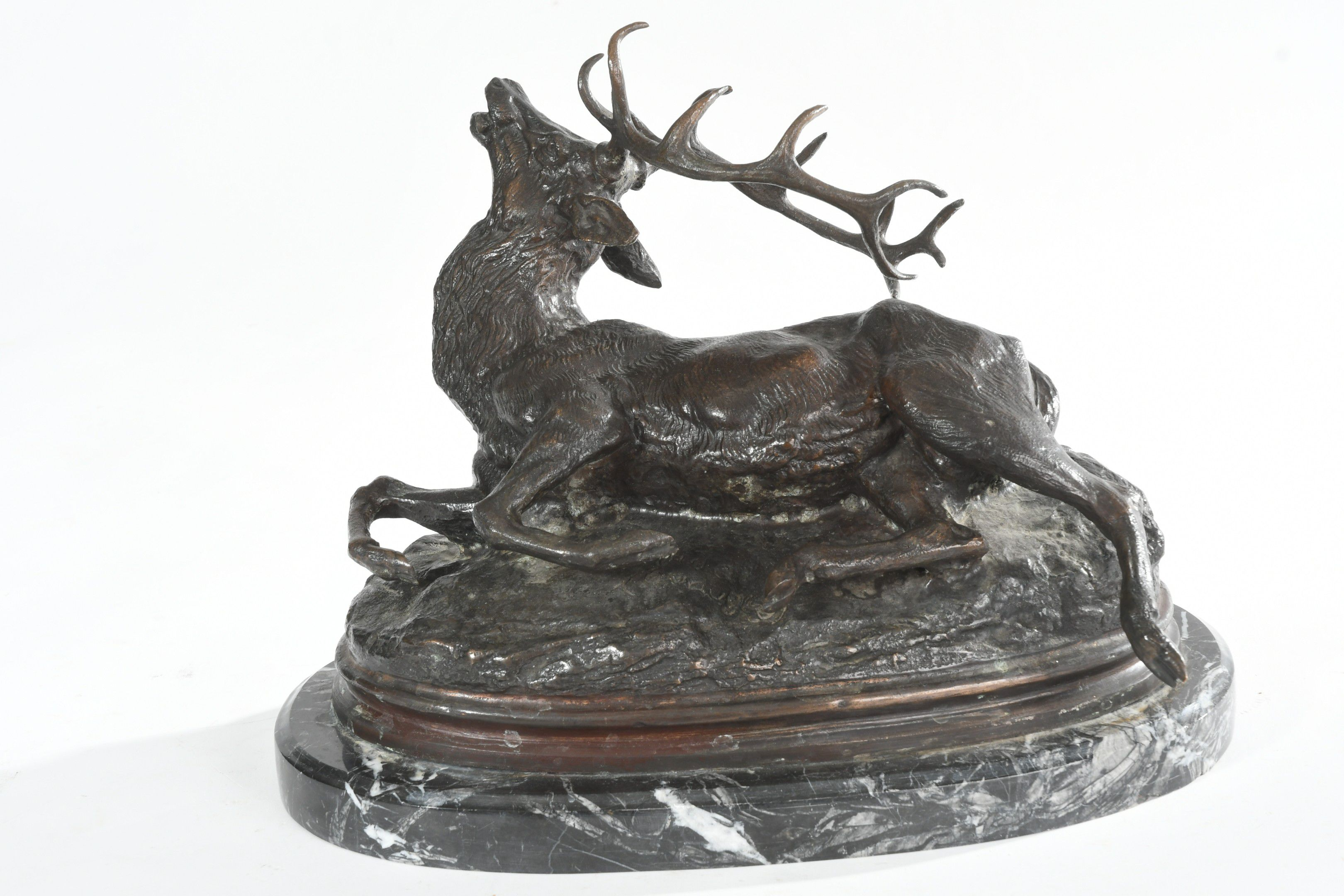
VIDAL L’AVEUGLE dit NATAVEL. (1831-1892). « Cerf couché ». Bronze à patine brune verte nuancée. Socle en marbre. Fonte d’édition ancienne. Signé. L.38 P.20 H.24.

- Panthère couchée, 1855, bronze, musée des Beaux-Arts d'Orléans.
- Biche couchée, 1859, bronze, ancienne collection de Napoléon-Jérôme Bonaparte, prince Napoléon, localisation inconnue.
- Lionne, bronze, musée des Beaux-Arts de Nantes.
- Taureau, 1867, bronze, musée des Beaux-Arts de Nîmes.
- Daim, 1870, bronze, ministère des Beaux-Arts.
- Grand lion du Sénégal, 1875, bronze, ancienne collection de Madame Keistkrij, localisation inconnue.
- Gazelle d'Algérie, 1879, cire, ancienne collection de Charlotte de Rothschild, localisation inconnue.
- Gazelle femelle d'Afrique, 1879, bronze, ancienne collection de Charlotte de Rothschild, localisation inconnue.
- Kob, cheval anglais, 1879,  bronze, ancienne collection de Charlotte de Rothschild, localisation inconnue.
- L'étalon, bronze sur socle  marbre, ancienne collection du général-baron Gaston de Trannoy.